# Sydamerikanska diplomatiska krisen 2008
Sydamerikanska diplomatiska krisen 2008 var ett dipolomatiskt dödläge som uppstod mellan de sydamerikanska länderna Ecuador, Colombia, och Venezuela. Det började med den Colombianska försvarsmaktens intrång i Ecuador över Putumayofloden den 1 mars 2008, vilket ledde till tjugo militanters död, däribland FARC-gerillans näst högste ledare Raúl Reyes. Detta intrång ledde till ökad spänning mellan Colombia och Ecuador och förflyttningar av ecuadorianska och venezolanska trupper till deras respektive gränser med Colombia.
Det militära och diplomatiska läget försämrades, och ambassadörer återkallades. Arrester gjordes världen över som följd av den stora mängden FARC-relaterade brev och dokument som upptäckes i datorer som colombianerna beslogtog under intrånget.
Den omedelbara krisen klingade av i ett toppmöte som Rio-gruppen höll den 7 mars 2008, där de tre inblandade länderna försonades offentligt.

## Bakgrund
2007 agerade Hugo Chávez, Venezuelas preseident, och Piedad Córdoba, en colombiansk senator som medlare i förhandlingar mellan Colombias regering och gerillarörelsen FARC. Colombias president, Álvaro Uribe, hade gett Chávez tillstånd att medla under förutsättningen att alla möten med FARC ägde rum i Venezuela och att Chávez inte kontaktade medlemmar i Colombias försvarsmakt direkt, utan istället genom de rätta diplomatiska kanalerna.
Uribe avbröt dock Chávez medlingsförsök tvärt den 22 november 2007 efter Chávez personligen kontaktat general Mario Montoya Uribe, Colombias överbefälhavare..
Chávez svarade pådetta att han var villig att fortsätta förhandlingarna men att han hade återkallat Venezuelas ambassadör till Colombia och placerat förhållandet mellan länderna "i frysen". Han kallade även Uribe "lögnare och cyniker". 
Uribe svarade genom att säga att Colombia behövde någon som "medlar mot terrorism, inte att [Chávez] legitimerar terrorism," och att Chávez inte var intresserad av att få till stånd fred i Colombia, utan hade expansionistiska planer i regionen. 
I januari och februari 2008 släppte FARC sex gisslan som "en goodwill-gest" mot Chávez som hade förmedlat frisläppandet, och Chávez skickade venezolanska helikoptrar med påmålade röda kors in i Colombias djungler för att hämta den befriade gisslan.

## Colombianska försvarsmaktens intrång i Ecuador
Veckorna före intrånget, det vill säga slutet av februari 2008, avslöjades det att Colombias regering, med hjälp av USA:s FBI och DEA hade avlyssnat flera satellittelefoner som användse av FARC-styrkor i södra Colombia.
Enligt en anonym källa i den colombianska försvarsmakten uppsnappades ett utrikessamtal mellan Venezuelas president Hugo Chávez och Raúl Reyes den 27 februari. Källan hävdade att Chávez ringt Reyes för att meddela honom om frisläppandet av tre FARC-gisslan som hållits fångna nästan 7 år. Det avlyssnade samtalet användes för att spåra Reyes till en ställe i Colombia nära gränsen till Ecuador..
Colombianska militärförflyttningar från Cali till gränsområdet började 29 februari. Colombianska underrättelserapporter gjorde gällande att Raúl Reyes förväntades övernatta i närheten av Angostura, i Ecuador, den 29 februari.
Den 27 och 28 februari tillfångatogs flera FARC-medlemmar av colombianska säkerhetsstyrkor nära gränsen. Under en efterföljande operation bombade Colombias flygvapen Angostura. Bombningen följdes av en stormning av colombianska specialstyrkor och medlemmar av Colombias nationalpolis.

### Räden i Angostura
Den 1 mars 2008, 00.25 lokal tid, började en colombiansk militär operation 1,8 kilometer in i Ecuadors territorium..
Enligt colombianska myndigheter svarade gerillan militärt på bombningen från närheten av Santa Rosa de Yanamaru, på den ecuadorianska sidan av gränsen, och dödade colombianske soldaten Carlos Hernández. Ett andra bombanfall genomfördes då som dödade Raúl Reyes och åtminstone 20 andra FARC-medlemmar.
Två lik, flera dokument och tre laptop-datorer som hittades i gerillalägret fördes till Colombia. Detta var första gången den colombianska försvarsmakten dödat en medlem av FARC:s ledning i strid. 
Efter operationen ökade Colombias myndigheter säkersåtgärder över hela landet i förberedelse på eventuella hämndaktioner från FARC.